# 佐野夏未
佐野 夏未（さの なつみ、1994年2月15日 - ）は、日本の女優、スーツアクター、スタントマン。静岡県出身。元ジャパンアクションエンタープライズ所属。
ジャパンアクションエンタープライズ47期生。

## 出演

### 特撮テレビドラマ
- 仮面ライダーシリーズ（テレビ朝日）
  - 仮面ライダーエグゼイド（2016年 - 2017年）[1]
  - 仮面ライダービルド（2017年 - 2018年）[1]
  - 仮面ライダージオウ（2018年 - 2019年） - ツクヨミ吹き替え（EP01）[2]、女子高生（EP06）、仮面ライダーツクヨミ[2][3][1]
  - 仮面ライダーゼロワン（2019年 - 2020年）
- スーパー戦隊シリーズ（テレビ朝日）
  - 宇宙戦隊キュウレンジャー（2017年 - 2018年）[1]
  - 快盗戦隊ルパンレンジャーVS警察戦隊パトレンジャー（2018年 - 2019年）[1]
  - 騎士竜戦隊リュウソウジャー（2019年 - 2020年）[1]
  - 魔進戦隊キラメイジャー（2020年 - 2021年）

### テレビドラマ
- フランケンシュタインの恋 最終話（2017年6月25日、日本テレビ） - 住民 役[1]
- アガサ・クリスティ 二夜連続ドラマスペシャル 大女優殺人事件〜鏡は横にひび割れて〜（2018年3月25日、テレビ朝日） - 吹き替え[1]
- ただ離婚してないだけ 第6話・7話（2021年8月18日・25日、テレビ東京） - アクションクルー

### バラエティ番組
- 超人女子（2017年 - 2018年）[1]

### 映画
- 仮面ライダーシリーズ
  - 仮面ライダー平成ジェネレーションズ FINAL ビルド&エグゼイドwithレジェンドライダー（2017年12月9日）
  - 平成仮面ライダー20作記念 仮面ライダー平成ジェネレーションズ FOREVER（2018年12月22日）
  - 劇場版 仮面ライダージオウ Over Quartzer（2019年7月26日）
  - 仮面ライダー 令和 ザ・ファースト・ジェネレーション（2019年12月21日） - 仮面ライダーツクヨミ[4]
- スーパー戦隊シリーズ
  - 快盗戦隊ルパンレンジャーVS警察戦隊パトレンジャー en film（2018年8月4日）
  - 魔進戦隊キラメイジャー エピソードZERO（2020年2月8日）[5]※ノンクレジット
- パンク侍、斬られて候（2018年6月30日） - アクションクルー[1] / 腹ふり衆 役[1]
- 屍人荘の殺人（2019年12月13日）

### オリジナルビデオ
- 炎神戦隊ゴーオンジャー 10 YEARS GRANDPRIX（2018年） - ゴーオンシルバー[6]
- 仮面ライダージオウ NEXT TIME ゲイツ、マジェスティ（2020年）[7]

### 舞台
- JAE47期卒業公演（2017年） - 研修生 役[1]
- 忍び、恋うつつ（2019年） - アンサンブル
- HELI-X（2020年） - アンサンブル
- デュラララ!!（2021年） - セルティ・ストゥルルソン 役[注釈 1]

### WEB
- リステリン「Perfect Woman?〜完璧な人間なんていない〜」（2017年） - アクションクルー[1]
- アサヒグループ食品「ディアナチュラ プロテイン」（2017年） - アクションクルー[1]
- 全裸監督（2019年8月8日、Netflix） - ウェイトレス 役[1]
- RIDER TIME 仮面ライダージオウ VS ディケイド 7人のジオウ！（2021年、TELASA）
- SPECサーガ黎明篇「Knockin’on 冷泉’s SPEC Door」〜絶対預言者 冷泉俊明が守りたかった幸福の欠片〜 1話（2021年2月18日、Paravi）[9]
- 死神さん 第壱話・第肆話（2021年9月17日・10月8日、Hulu）[10][11]

### コンサート
- 気志團万博2018〜房総爆音爆勝宣言〜（2018年、袖ケ浦海浜公園）[1]

### PV
- 乃木坂46「心のモノローグ」（2018年）[1]

### アニメ
- セスタス -The Roman Fighter-（2021年、フジテレビ） - モーションアクター[12]